# Église Saint-Denys-de-l'Estrée
L'église Saint-Denys-de-l'Estrée, dite Église Neuve, est une église catholique située boulevard Jules-Guesde à Saint-Denis, en Seine-Saint-Denis. Elle fut construite par l'architecte Eugène Viollet-le-Duc. Cette église est inscrite au titre des monuments historiques depuis le 23 juillet 1981 ; ses vitraux faisant l'objet d'un classement à la même date. Le culte dépend du diocèse de Saint-Denis. Elle est consacrée à saint Denis. Elle est située dans l'axe de la basilique royale de Saint-Denis au bout de la rue de la République, et sa construction est contemporaine du chantier de restauration de la basilique.

## Histoire

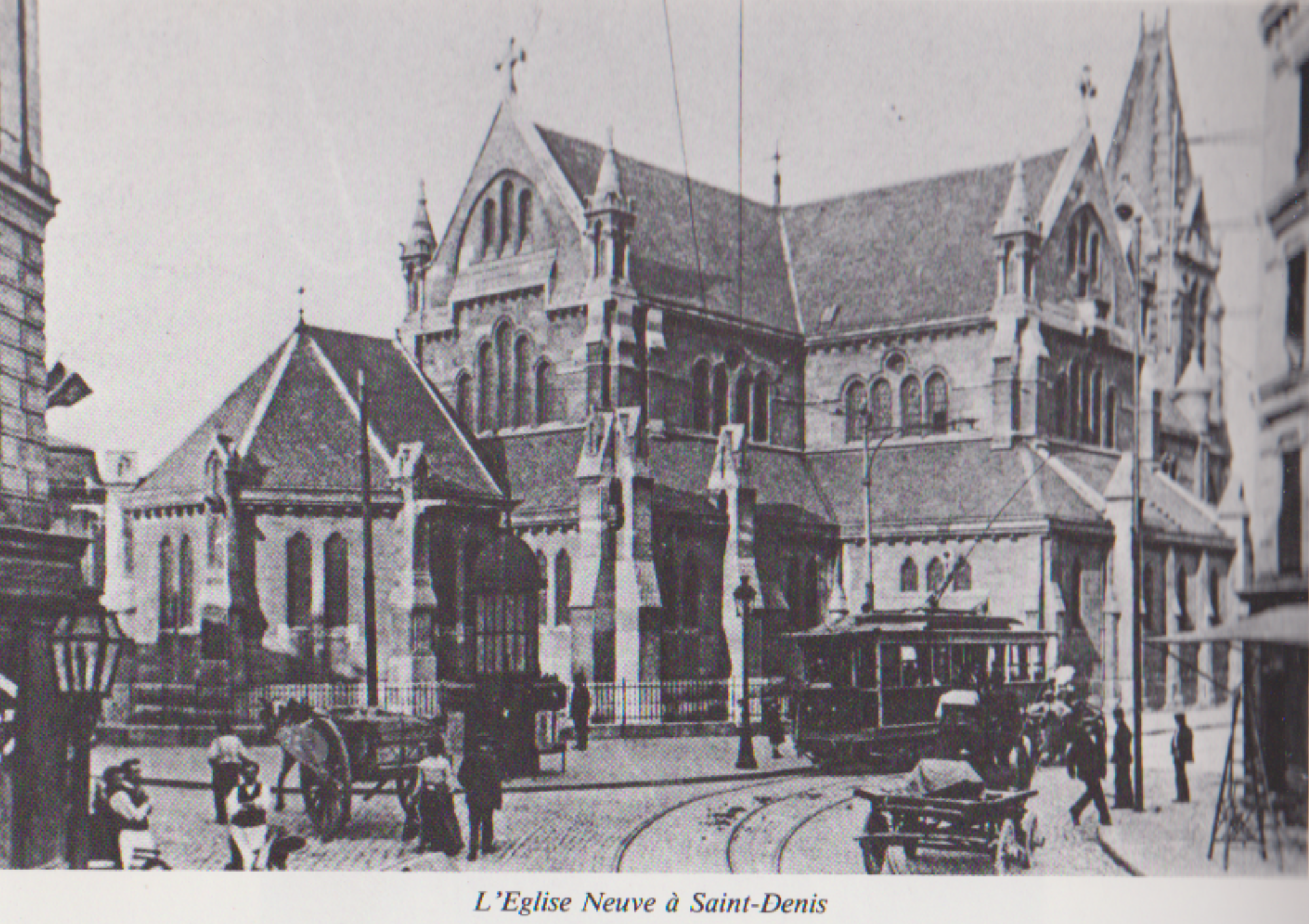
Carte postale de l'Église Saint-Denys-de-l'Estrée au début du XXe siècle.

À l'époque mérovingienne, une première église dédiée à saint Denis est construite sur la voie gallo-romaine, la Via Strata, origine du nom de « Estrée ».
En 834, les Miracula sancti Dyionisii (Miracles de Saint-Denis) citent l’église. À la fin du XIe siècle, on y trouve une école monastique. En 1131, lors de la fête de Pâques, le pape Innocent II s'y rend en procession. En 1137, Suger, abbé de Saint-Denis y établit un prieur et 12 religieux. En 1567, Claude Haton atteste que l'église est ruinée par les Guerres de Religion.
Toutes les églises de la ville sont détruites pendant la Révolution et les années qui suivent, sauf l’abbatiale et la chapelle du Carmel, celle-ci étant affectée au culte selon la Constitution civile du clergé puis fermée pendant la Terreur et rouverte à partir de 1795 comme église paroissiale. Celle chapelle devenant trop petite, la municipalité se décide à construire une église, et fait appel à Eugène Emmanuel Viollet-le-Duc.

### Prieurs
- Henri de Mesmes (°1666-†1721), licencié de Sorbonne, abbé commendataire de la Valroy, de Hambye, prieur de Saint-Denis de L’Estrée et de Saint-Pierre d'Abbeville[5].
- 1721 : Jean-Jacques de Mesmes (1675-1741), ambassadeur de l’Ordre de Malte en France (1715), commandeur des commanderies de Boncourt, Sommereux et Haute-Avesnes, abbé commendataire de la Valroy[6], prieur de Saint-Denis de L’Estrée, grand prieur d’Auvergne.

## Architecture

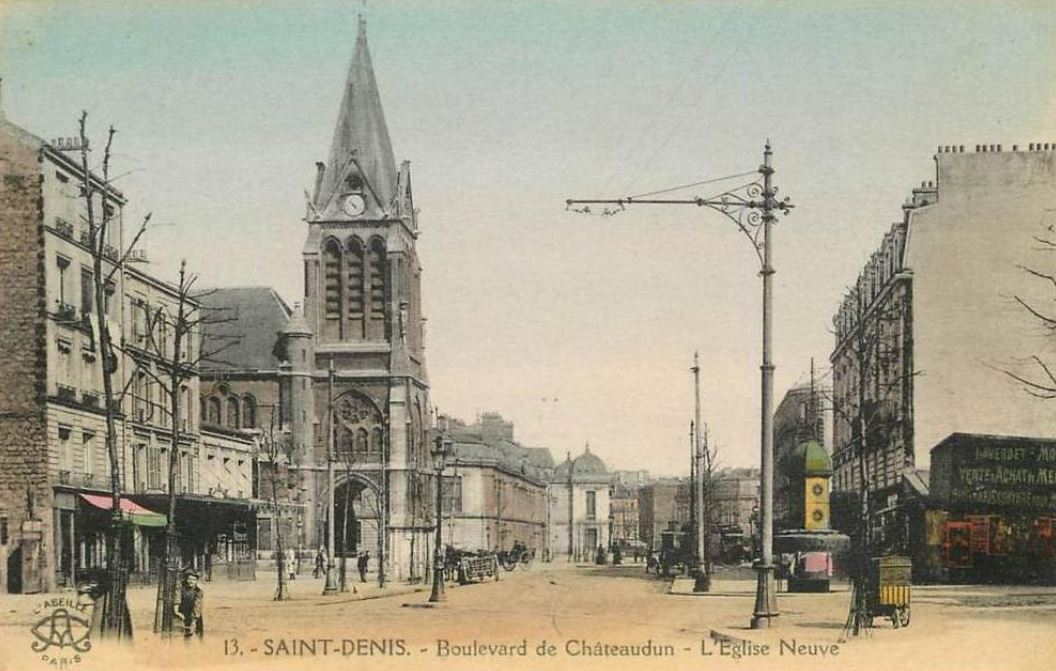
L'église vue du boulevard de Châteaudun, aujourd'hui boulevard Jules-Guesde

Sa façade orientée vers l'est, se dresse dans l'axe de la Basilique.
La cloche est fondue en 1867 par la maison Rosier-Martin de Prosper Rosier-Martin.
Le grand orgue symphonique est réalisé par le facteur Merklin Schutz en 1868.
Elle est inscrite au titre des monuments historiques depuis le 23 juillet 1981 ; ses vitraux faisant l'objet d'un classement à la même date.

## Divers
- En janvier 2013, trois cents personnes de la coordination des sans papiers de la Seine-Saint-Denis occupèrent l'église en soutien à l’action des sans-papiers grévistes de la faim de Lille[9].
- Peu après les attentats du 13 novembre 2015 en France, l'église a été l'objet d'une intervention anti-terroriste[10].